# 宮玄觀
宮玄觀位於台灣台北市復興三路，為主祀王母娘娘之道教廟宇。該建物興建於1983年，今為位於台北北投區之仿古廟宇建築。另外，該廟宇的組織型態為管理人制，祭典日期則是每年農曆之七月十八。